# Kelenken guillermoi
Kelenken guillermoi és una espècie extinta d'ocell gegant no volador i predador de la família dels forusràcids o "ocells del terror".